# 瓦伊納皮克丘山

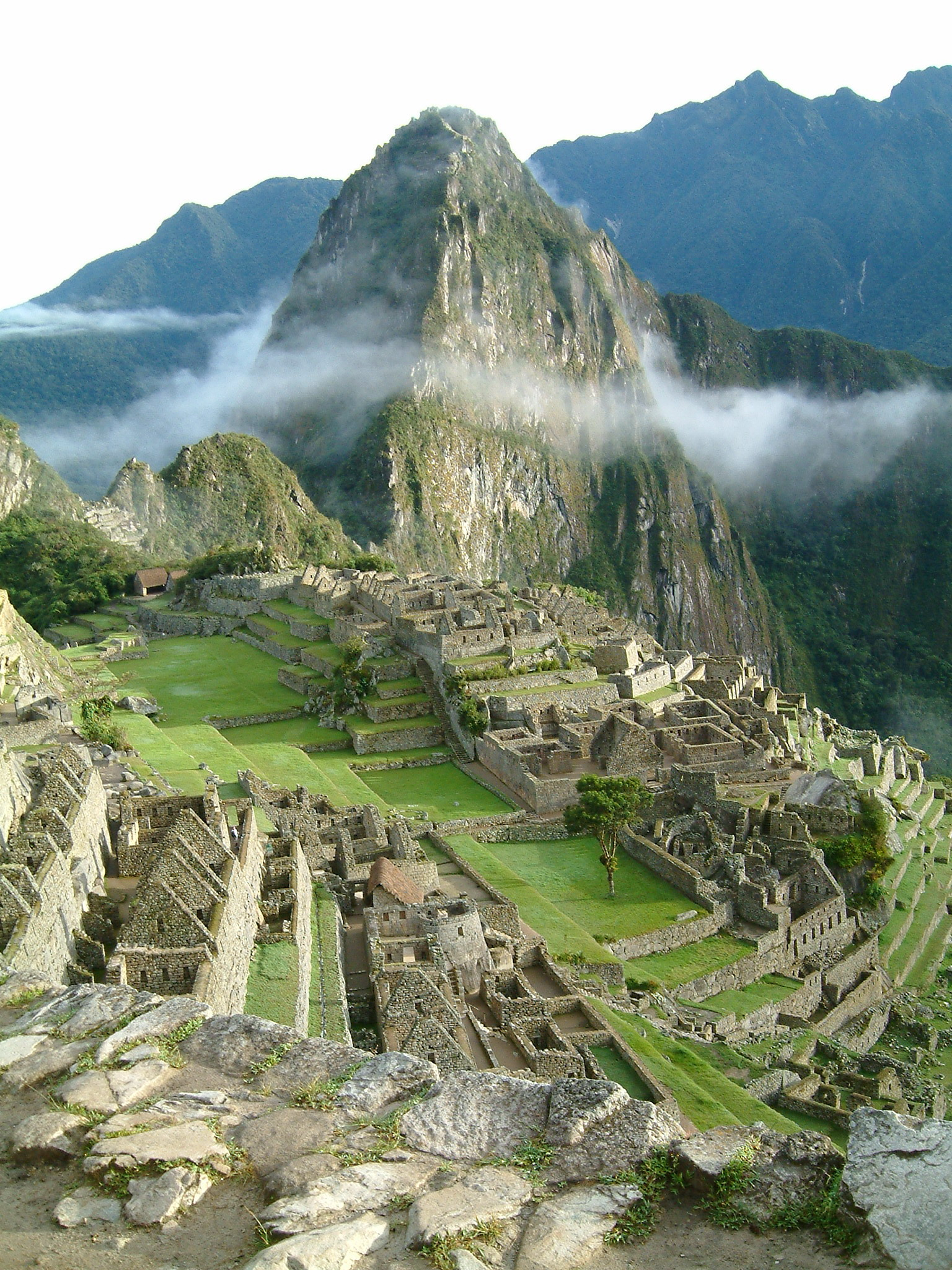

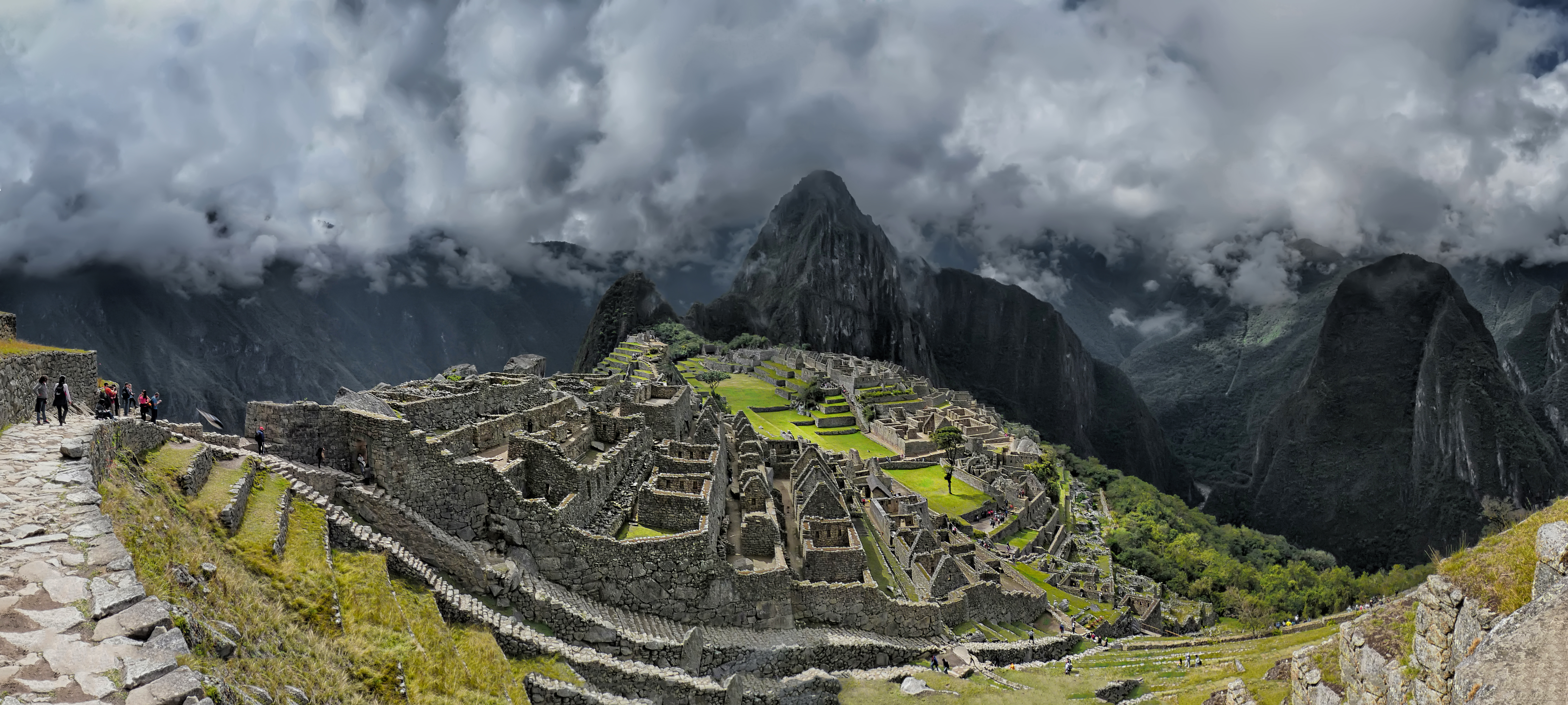

13°9′27″S 72°32′50″W / 13.15750°S 72.54722°W
瓦納比丘山（西班牙語：Huayna Picchu），是秘魯的山峰，位於該國南部庫斯科大區的烏魯班巴省，處於薩康泰山東面山腳，屬於安第斯山脈的一部分，海拔高度2,720米。